# Geox
Geox je italský výrobce oblečení a zejména obuvi. Firma se proslavila pantentovaným systémem membrán, které jsou na botě umístěny v místech, kde se noha nejvíce potí. Membrány odvětrávají botu a zároveň do ní nepropustí vnější vlhkost ani prach.

## Historie
Společnost Geox založil v roce 1995 pan Mario Moretti Polegato. Název je odvozen z řeckého slova „geo“ – země a písmene „x“, které symbolizuje technologii.
Polegato se narodil v roce 1952 blízko italského města Treviso. Jeho rodina se původně věnovala byznysu s vínem. Jednoho horkého dne byl Polegato na procházce a bylo mu velké vedro. Napadlo ho udělat si švýcarským armádním nožem dírky do podrážek svých bot, aby byly prodyšné. Efekt byl velmi příjemný a originální nápad byl na světě.

## Motto společnosti
GEOX RESPIRA – česky Geox dýchá